# 大判

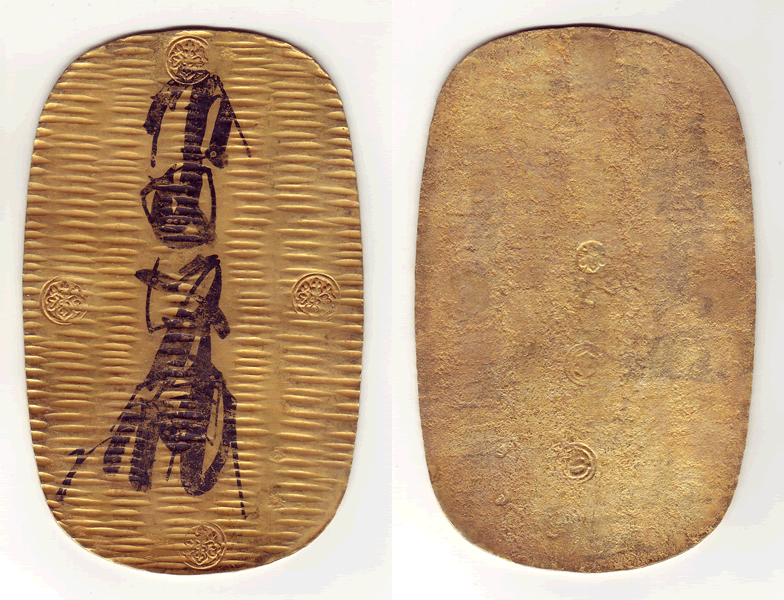
慶長大判

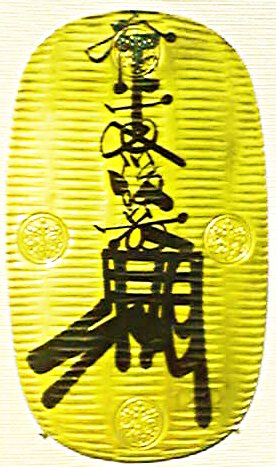
万延大判

大判（おおばん）とは、広義には16世紀以降の日本において生産された延金（のしきん/のべきん：槌やローラで薄く広げた金塊）の内、楕円形で大型のものをいう。小判が単に「金」と呼ばれるのに対し大判は特に「黄金」と呼ばれ、大判金（おおばんきん）ともいう。

## 概要
金貨として規格化されたものは、天正16年（1588年）、豊臣秀吉の命で後藤四郎兵衛家（京金工）が製造したのが始まりとされる。以後時の権力者の命により文久2年（1862年）まで後藤家（京都、後に江戸）が製造し続けた。量目（質量）は、万延年間（1860年）以降に製造されたものを除き、京目10両（44匁、約165グラム）と一貫していた計数貨幣であったが、その後は品位（純金含有量）が時代により変化したため秤量貨幣の性質を帯びた。幣価は「金一枚」であり、小判の通貨単位「両」とは異なり、小判との交換比率は純金量を参考に大判相場が決められた（江戸時代の一時期のみは公定価格が存在した）。大判は手作りのため、同種の大判であっても多少大小がある。

## 略史
古来砂金は大口取引に用いられてきたが、戦国時代に入り金山の開発が活発になると金屋（かねや）といった両替商兼金細工師が登場するようになり、練金（ねりきん）あるいは竹流金（たけながしきん）といった金塊を槌で叩き伸ばし、内部まで金でできていることを証明する、判金（ばんきん）が登場した。この「判」とは品位および量目を保障する墨書（ぼくしょ/すみがき）および極印（ごくいん）を意味する。
この判金の量目は金一枚（四十四匁）を標準とするもので、高額の代金の支払い、借金の返済の場合は金屋において判金を購入し支払いに当てるのが当時のしきたりであった。戦国時代頃の金一枚は凡そ米四十～五十石に相当したという。また戦において功績を挙げた者に対する褒美としても用いられ、江戸時代にもこの伝統が受け継がれ、恩賞、贈答用には金一枚を単位とする大判が用いられることになった。
中でも京都の金細工師である後藤四郎兵衛家に対する信頼は厚く、安土桃山時代には主に豊臣家の、江戸時代には必用ある毎に大判座を開設し徳川家の大判の鋳造を請け負った。
1874年（明治7年）、小判や分・朱単位の金銀貨とともに、大判についても天正大判金を除き、それぞれの含有金銀量に基づいて新貨幣（円・銭・厘）との交換レートが定められた。

## 種類
- 譲葉金（無銘大板金）　16世紀後半：規格化される以前の大判。
- 天正大判金　天正16年（1588年）～慶長17年（1612年）
  - 天正菱大判金：表に菱形の桐刻印があり、多くのものは埋め金により量目調整されている。
  - 天正長大判金：普通タイプの天正大判金より縦に長い。これはウィーン金貨ハーモニー1000オンスが2004年に発行されるまで世界一大きい金貨であった。
  - 大仏大判：豊臣秀頼が京都方広寺大仏（京の大仏）および大仏殿再建のために造らせたといわれる。慶長大判金の特徴も有している。
- 慶長大判金　慶長期（1601年頃） - 延宝期（1673年頃）
  - 慶長笹書大判金：墨書きの花押が笹の葉のような形に見え、五代後藤徳乗の弟、長乗の書である。慶長大判金のうち最初期のタイプとも考えられている。
  - 明暦大判：明暦の大火以降、焼損金銀にて江戸城内で製造されたとされる。品位が他の慶長大判金より低い。
- 元禄大判金　元禄8年（1695年） - 享保元年（1716年）：裏面に「元」の字の極印（年紀銘刻印）がある。
- 享保大判金　享保10年（1725年） - 天保8年（1837年）：1枚を7両2分とする公定価格が設定された。
- 天保大判金　天保9年（1838年） - 万延元年（1860年）：享保大判金とよく似ているが品位が僅かに低い。
- 万延大判金　万延元年（1860年） - 文久2年（1862年）：量目約112グラム。表面が「たがね打ち」のものと「のし目打ち」のものがある。1枚を25両とする公定価格が設定された。

## 基本様式
慶長以降の大判の様式は、表面の上下左右に丸枠に五三桐（ごさんのきり）と呼ばれる極印が4つあり、「拾両後藤」の文字と後藤家当主の花押が墨書きされている。裏には上から年紀銘極印（元禄大判金のみ）、五三裸桐紋極印、丸亀甲枠に五三桐紋極印、丸枠に後藤花押極印、左端に3つの座人極印がある。表書きの10両は、幣価ではなく、量目の単位としての記述であるが、「拾両」は金一枚を表す大判の代名詞としての意味を持ち、10両に満たない万延大判金にも「拾両」と書かれている。